# Мирослав Ірчан
Миросла́в Ірча́н (справжнє ім'я Андрі́й Дми́трович Баб'ю́к; 14 липня 1897, П'ядики, нині Коломийського району Івано-Франківської області — 3 листопада 1937, урочище Сандормох) — український поет, прозаїк, публіцист, драматург, перекладач, літературознавець, журналіст, історик, видавець доби розстріляного відродження.

## Життєпис
Андрій Баб'юк народився 14 липня 1897 року в селі П'ядики Коломийського повіту (нині Коломийського району) в Галичині в бідній селянській родині. Закінчив сільську школу, потім 6 класів Коломийської гімназії, 1914 року — вчительську семінарію у Львові.
Під час Першої світової війни служив підхорунжим у Легіоні Січових Стрільців у складі австро-угорської армії, був редактором газети «Стрілець». 1919 року в Кам'янці-Подільському в бібліотеці «Стрільця» видав свої враження очевидця «Махно і махновці».
У лютому 1920 року разом із Першою Галицькою бригадою УСС перейшов на бік Червоної армії. Член КП(б)У (1920). До кінця війни був на фронті як голова редакційної колегії і комісар агітпоїзда, редагував газету для галицького селянства «Більшовик».
Після закінчення громадянської війни Ірчан оселився в Києві і впродовж двох років (1921—1922) працював лектором у школі червоних старшин, одним з редакторів журналу «Галицький комуніст», активно друкувався в пресі.
В Києві Ірчан познайомився зі своєю дружиною Зденкою та одружився з нею. Вона була дочкою чеського лікаря, і коли її батьки повернулися до Праги в 1922 році, молода пара поїхала за ними. У Празі Ірчан вступив до Карлового університету і брав участь в українській студентській діяльності. На той час він був добре відомий як письменник і продовжував публікувати статті та оповідання, деякі з яких були надруковані в Північній Америці.
У жовтні 1923 року виїхав до Канади, друкувався в місцевій українській пресі, редагував масові українські журнали «Робітниця» і «Світ молоді», був секретарем заокеанської філії Спілки пролетарських письменників «Гарт».

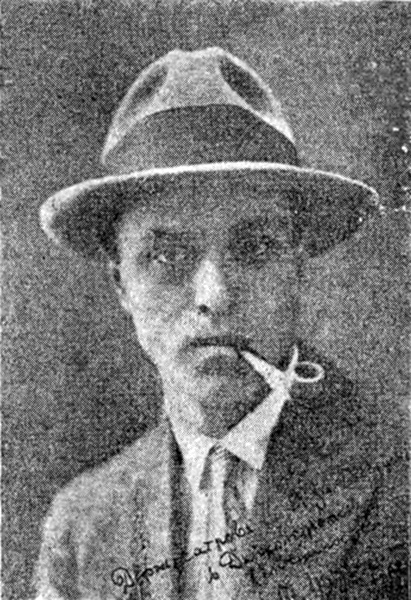
Мирослав Ірчан

Улітку 1932 року повернувся до Харкова, очолював літературну організацію «Західна Україна».

### Загибель
Мирослава Ірчана заарештували 28 грудня 1933 року в приміщенні ЦК КП(б)У після тривалої розмови з Павлом Постишевим. Звинувачений у приналежності до націоналістичної української контрреволюційної організації. 28 березня 1934 року судова «трійка» і Колегія ГПУ засудили письменника на 10 років концтаборів.
Покарання відбував у виправно-трудових таборах на терені Карелії (Сегежа) та в Соловецькій тюрмі. Тут разом із Лесем Курбасом брав участь у роботі над виставами «Весілля Кречинського» Олександра Сухово-Кобиліна, «Аристократи» Миколи Погодіна, «Інтервенція» Льва Славіна, «Учень диявола» Бернарда Шоу та ін.
9 жовтня 1937 року «трійка» УНКВС Ленінградської області засудила Ірчана до найвищої кари в сфабрикованій справі на 134 «українських буржуазних націоналістів», які нібито створили на Соловках контрреволюційну організацію «Всеукраїнський центральний блок» і підлягали розстрілу (справа № 103010-37 р.). Вирок виконано 3 листопада 1937 року.
Твори Ірчана було заборонено видавати, а вже видрукувані вилучено з бібліотек.
Мирослава Ірчана реабілітовано посмертно 3 квітня 1956 року.

## Творчість
Із 7 років став складати пісні. Дебютував оповіданням «Зустріч» у віденській газеті «Свобода» від 30 жовтня 1914 року. Перша збірка новел «Сміх Нірвани» вийшла у Львові 1918 року, підписана справжнім ім'ям автора.

Пам'ятник Ірчану в рідному селі

Пам'ятник Ірчану в Коломиї

Автор п'єс «Бунтар» (1921), «Безробітні» (1922), «Дванадцять», «Родина щіткарів» (обидві — 1923), «Бувші люди» (1925), «Малі ковалі», «Підземна Галичина» (обидві — 1926), «Радій» («Отрута», 1928), «Плацдарм» (1931). Автор фейлетону «Кам'янецька неділя (Вражіння)» — опубліковано 11 вересня 1921 року в газеті «Червона правда» (Кам'янець-Подільський).

### Видання
- Сміх Нірвани. — Львів, 1918.
- Махно і махновці: Враження очевидця. — Кам'янець-Подільський, 1919. — 32 с. — (Бібліотека «Стрільця», № 8).
- Бунтар.  [Архівовано 4 січня 2018 у Wayback Machine.]. — Нью-Йорк—Львів—Київ, 1922.
- Безробітні [Архівовано 4 січня 2018 у Wayback Machine.]. — Віннпег, 1923.
- Дванадцять [Архівовано 4 січня 2018 у Wayback Machine.]. — Київ, 1930.
- В бурянах [Архівовано 4 січня 2018 у Wayback Machine.]. — Торонто (Канада), 1925.
- Десять років тому… [Архівовано 4 січня 2018 у Wayback Machine.]. — Харків, 1930.
- Їх біль. — Вінніпег, 1923.
- Нежданий гість. — Вінніпег, 1923.
- Підземна Галичина.  [Архівовано 4 січня 2018 у Wayback Machine.] — Київ—Харків, 1930.
- Радій.  [Архівовано 4 січня 2018 у Wayback Machine.]— Одеса, 1929.
- Родина щіткарів.  [Архівовано 4 січня 2018 у Wayback Machine.]— Вінніпег, 1925.
- Скупар.  [Архівовано 4 січня 2018 у Wayback Machine.]— Вінніпег, 1928.
- Трагедія Першого травня.  [Архівовано 4 січня 2018 у Wayback Machine.]. — Нью-Йорк, 1923.
- Фільми революції.  [Архівовано 4 січня 2018 у Wayback Machine.]. — Нью-Йорк—Берлін, 1923.
- Карпатська ніч.  [Архівовано 4 січня 2018 у Wayback Machine.]. — Вінніпег, 1924.

## Цікаві факти
- Псевдонім письменника, за однією з версій, походить від імені доньки священика з села Пістинь Ірини Арсенич, у яку той був закоханий[3].

## Вшанування
Вулиці на честь Мирослава Ірчана названі у Львові, Києві, Івано-Франківську, Косові, Коломиї.